# Yue Yiqin
Yue Yiqin (también conocido como Yue Yi-chin, en chino tradicional, 樂以琴; pinyin, Yuè Yǐqín; Wade-Giles, Yüeh I-ch'in; 11 de noviembre de 1914 – 3 de diciembre de 1937) fue un as de la aviación de la República de China durante la segunda guerra sino-japonesa. Logró cinco victorias aéreas confirmadas hasta su muerte en combate durante la Batalla de Nankín.
Junto a Gao Zhihang, Liu Cuigang y Li Guidan es considerado uno de los "Cuatro héroes de la Fuerza Aérea China".

## Biografía
Yun nació en la provincia de Sichuán como Yue Yizhong (en chino tradicional, 樂以忠; pinyin, Yuè Yǐzhōng; Wade-Giles, Yüeh I-chung). Su familia era cristiana bautista, habiendo sido evangelizada por H. J. Openshaw en 1900, un misionero bautista estadounidense estacionado en Ya'an (Yachow-fu) en ese momento. Su padre, Yue Boying, era propietario de tiendas de cachimbas y casas de té y dirigía un negocio en auge en Lushan, Ya'an y Chengdu. Su madre Qiu Fu era una tibetana de Darzêdo, hija de un jefe de achak khapa (i.e. casas de comercio; ch. guozhuang).
Yue asistió a la Escuela Secundaria Superior de la Unión de China Occidental (afiliada a la Universidad de la Unión de China Occidental) después de graduarse de la Escuela Secundaria Privada de Mingde. Era muy talentoso tanto académicamente como atléticamente, compitió por el equipo de atletismo de la provincia de Sichuán como velocista en los Juegos Nacionales mientras estaba en la escuela secundaria. Una vez graduado, Yun estudió medicina en la Universidad de Cheeloo en Jinan, pero por razones desconocidas no tenía un certificado académico de su escuela secundaria. Como consecuencia de esto, tomó prestado el nombre de su hermano mayor, "Yue Yiqin", para inscribirse en la universidad y desde entonces vivió bajo ese nombre. Sin embargo, abandonó sus estudios cuando el Imperio del Japón invadió Manchuria en 1931, y se enlistó en la Fuerza Aérea de la República de China. Una vez que terminó su entrenamiento, Yue sirvió por primera vez con el octavo. PS (Escuadrón de Persecución), luego se convirtió en instructor en la Academia, y finalmente se unió al 22 ° PS / 4 ° PG (Grupo de Persecución) como líder de vuelo y Teniente.

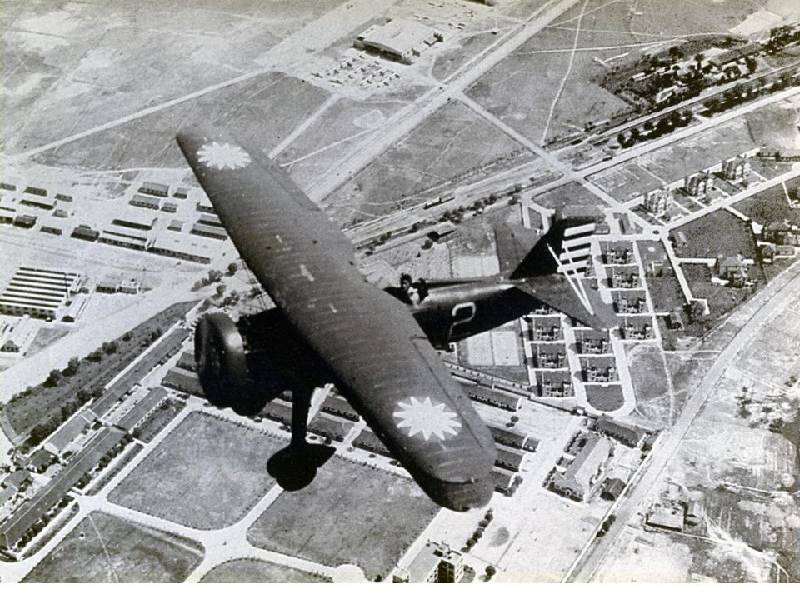
Yue piloteaba un Curtiss BF2C Goshawk, como el mostrado en la imagen, que tenía la numeración 2204.

Yue reclamó sus primeras victorias aéreas el 15 de agosto de 1937 durante la Batalla de Shanghái, cuando se encontró ocho Mitsubishi B2M del Servicio Aéreo de la Armada Imperial Japonesa; terminada la batalla, Yue dijo que había participado en la destrucción de cuatro B2M con su caza Hawk III 2204.
El 21 de agosto, la Fuerza Aérea de China lanzó un bombardeo contra el aeródromo japonés en la Fábrica Textil de Kunda en Shanghái. Cuando los bombarderos Northrop Gamma chinos se acercaban a su objetivo, se separaron de sus escoltas y fueron interceptados por varios Nakajima E8N de la Armada Japonesa. Obligados a abortar el ataque, los bombarderos intentaron huir, pero fueron perseguidos por los japoneses. Se produjo un combate aéreo, donde diez cazas chinos Hawk III intervinieron la persecución japonesa, entre los pilotos chinos, se encontraba Yue. Él fue el único que derribó uno de los hidroaviones, aunque el piloto japonés, Shigeru Yano, logró sobrevivir eyectándose de su E8N sobre el Río Huangpu. Probablemente como resultado de la confusión del combate aéreo, Yano más tarde informó erróneamente que había embestido con éxito y, por lo tanto, destruido el Hawk III de Yue, sin embargo, Yue regresó ileso a su base.
Yue reclamó su siguiente victoria aérea un mes después, el 20 de septiembre, mientras participaba en una misión para interceptar dos grandes grupos de aviones japoneses cerca de Nanking. Yue volaba otra vez con su Hawk III, esta vez con una máscara de oxígeno que le permitía volar mucho más alto. Cuando su grupo de aviones de combate atacó la formación japonesa, dos Boeing P-26 Peashooter chinos atacaron una escolta de bombarderos conformada por Mitsubishi A5M, mientras Yue atacaba los bombarderos, que se encontraban a una altitud de 20 000 pies. Una vez finalizada la batalla, Yue afirmó que había derribado un "bombardero ligero", aunque esto probablemente no era correcto. Según los registros japoneses, el historiador Raymond Cheung sostiene que el avión que Yue había atacado era un Aichi D1A del Teniente Yoshiyuki Kame. Más tarde, Kame informó que su D1A fue atacado por "un solitario Hawk III saliendo del sol", matando el artillero de la aeronave. Sin embargo, Kame logró regresar de manera segura con su avión dañado al aeródromo de Kunda en Shanghái.
Debido a sus éxitos, Yue fue galardonado con la Medalla de Cinco Estrellas y ascendido a vicecomandante de su escuadrón. Aunque a finales de noviembre, la caída de Shanghái redujo la unidad a dos Hawk III operativos, siendo piloteados por Yue y su superior, el Capitán Tung Ming-teh. Cuando ambos llegaron a su nueva base aérea en Nanjing, se escuchó una advertencia de ataque aéreo cuando se acercaba una gran formación de la Armada Japonesa. Yue y Tung despegaron, y fueron a atacar el escuadrón de bombarderos, que tenía una escolta de once A5M. La aeronave de Yue fue eventualmente alcanzada por los cazas japoneses, si bien logró saltar desde la cabina, su paracaídas no se abrió y falleció al impactar con el suelo. Tung sobrevivió y confirmó la muerte de Yue.

## Legado
Yue fue enterrado en Cementerio conmemorativo a los mártires aviadores antijaponeses, ubicado en Nanjing, en la primavera de 1946.
En 1937, el artista Ye Qianyu creó un gran cartel de propaganda basado en una fotografía de Yue Yiqin y lo utilizó para una exhibición en Nanjing. Yue visitó personalmente la exhibición, y se tomó una foto con Ye Qianyu. Ye Qianyu recibió la fotografía cincuenta años más tarde, de parte de un miembro de la familia de Yue.